# Boothbay
Boothbay – miasto w Stanach Zjednoczonych, w stanie Maine, w hrabstwie Lincoln.